# Otto Wunderlich
Otto Wunderlich (Stuttgart, 1886-Madrid, 1975) fue un fotógrafo alemán activo en España.

## Biografía
Nacido en 1886 en la ciudad alemana de Stuttgart, llegó a España en 1913 y trabajó para una empresa dedicada al negocio de minerales. Según Sánchez Vigil, era hijo de un abogado y cursó los estudios de Bachillerato y Lenguas y comenzó a trabajar a una edad muy temprana – diecisiete años – en un negocio de importación, realizando viajes al extranjero, principalmente a Inglaterra donde se iniciaría en la fotografía, como aficionado, y a París, donde empezó a desarrollar su carrera profesional como fotógrafo.
Según Sánchez Vigil, Wunderlich se establecería en España en 1913 y comenzaría a trabajar en la Sociedad Minera El Guindo, empresa dedicada a la compraventa y a la explotación de minerales y donde realizaría diferentes trabajos. Se desconoce la fecha de salida de la sociedad, puede que fuera a la disolución de la misma (1920), o quizás unos años antes, lo cierto es que posteriormente desarrollaría una incesante actividad como fotógrafo, trabajando por encargo para autoridades y para diversas empresas constructoras e industriales, por lo que en sus trabajos o reportajes fotográficos se pueden apreciar dos vertientes relevantes: por un lado, una vertiente industrial, compuesta por las fotografías que realiza por encargo de las empresas, y por otro lado, una vertiente más documental, con unas imágenes más espontáneas e intuitivas, donde recoge aspectos de la vida popular de la España de la época.
Es en 1917 cuando se dedica profesionalmente a la fotografía viajando por toda España. Comercializó álbumes, tarjetas postales y carpetas de fototipias con el título de Paisajes y Monumentos de España.
En 1927, Hidroeléctrica Española contrató a Otto Wunderlich para la realización de una serie de fotografías de las instalaciones que en esos momentos tenía en explotación esta sociedad. Este reportaje fue realizado con bastante gusto, según palabras del Secretario General de Hidroeléctrica Española, Emilio de Usaola, recogidas en la carta enviada a Hidroeléctrica Ibérica (después Iberduero) el 9 de diciembre de 1927, donde le ofrece los servicios de Otto Wunderlich.
Sus fotografías se publicaban en las mejores revistas de la época como Blanco y Negro, La Esfera y El Mundo.
Su actividad se puede dividir en dos partes un profesional de encargos particulares o institucionales y otra, más personal, de carácter documental por todos los lugares de España, fotos estas últimas que luego vendía directamente en su estudio o, parcialmente, a editoriales donde destaca las vendidas a la Enciclopedia Espasa, Patronato nacional de turismo, o a Editorial Labor.
El Archivo General de la Administración del Estado sito en Alcalá de Henares conserva, entre otros, los fondos fotográficos del Patronato nacional de turismo y de la Dirección General de Turismo. Estos fondos conservan un gran número de fotografías de las gentes, paisajes y monumentos de España correspondientes al periodo 1928-1970. El nombre de este Archivo es "Catálogo Monumental de España". Parte de los fondos de este Catálogo están accesibles en Internet mediante la aplicación Google Earth. Por otra parte, la Fototeca del Instituto del Patrimonio Cultural de España conserva cerca de 45 000 imágenes, entre negativos y positivos.
Uno de los fotógrafos mejor representados en esta aplicación del Catálogo Monumental es Otto Wunderlich del cual se pueden ver fotografías antiguas, fechadas entre 1928 y 1936, de: Alicante, Asturias, Ávila, Baleares, Barcelona, Burgos, Cáceres, Cádiz, Cantabria, Córdoba, Coruña, Granada, Guadalajara, Huesca, Jaén, León, Madrid, Málaga, Pontevedra, Salamanca, Segovia, Sevilla, Tarragona, Toledo, Valencia, Valladolid.
En 1928 la Editorial Labor publica la primera edición de la gran obra Geografía de España. Esta obra se compone de tres volúmenes y esta ilustrada con numerosas fotografías de destacados fotógrafos (Mas, Hauser y Menet etc) entre los cuales destaca Wunderlich.
Tuvo su estudio en la calle Doctor Esquerdo 17, trasladándose posteriormente al número 47 donde, hasta bien avanzado el siglo XX, mantuvo su estudio y continuó con la venta de sus fotografías.